# Елкхорн (Висконсин)
Елкхорн (енгл. Elkhorn) град је у америчкој савезној држави Висконсин.

## Демографија
По попису из 2010. године број становника је 10.084, што је 2.779 (38,0%) становника више него 2000. године.
| Група             | 2000.         | 2010.         |
| Белци             | 6.717 (92,0%) | 8.669 (86,0%) |
| Афроамериканци    | 34 (0,5%)     | 120 (1,2%)    |
| Азијати           | 40 (0,5%)     | 68 (0,7%)     |
| Хиспаноамериканци | 448 (6,1%)    | 1.108 (11,0%) |
| Укупно            | 7.305         | 10.084        |